# Skogsuppskattning
Skogsuppskattning (även dendrometri) är bestämningen av skogsmarkens arealförhållanden samt skogens stamvolym, tillväxt, virkeskvalitet m.m. hos både enskilda träd, bestånd och hela skogar. Skogsuppskattning utgör grunden för upprättande av en skogsbruksplan samt för skogsvärdering. Skogsuppskattning är ett särskilt ämne inom skogsvetenskapen samt inom den skogliga utbildningen.

## Faktorer som mäts och uppskattas vid skogsuppskattning

### Ägoslag
Ägoslaget klassificerar olika slags mark med hänsyn till karaktär och brukningssätt. Vid skogsuppskattning förekommer oftast ägoslagen; skogsmark, inägomark, impediment samt annan mark.

### Ålder
Ålder på beståndet bestäms genom att trädet borras i brösthöjd med ett tillväxtborr. På borrkärnan kan man sedan räkna årsringar och åldersbestämma trädet. Beroende på bördighetsförhållanden och klimatläge lägger man sedan till 7 till 12 år för att få totalåldern. I ungskog räknas i stället grenvarv för att bestämma åldern.

### Bonitet
Bonitet, markens produktionsförmåga bestäms antingen utifrån ålder och övre höjd eller utifrån marken och markvegetationen. Bonitet anges som ståndortsindex eller som m3sk(skogskubikmeter) per hektar och år.

### Huggningsklass
Huggningsklass är ett begrepp som visar var skogsbeståndet står utvecklingsmässigt och åtgärdsmässigt. Huggningsklasserna är:
- K1: oplanterad kalmark
- K2: föryngrad kalmark
- R1: ungskog med medelhöjd under 1,3 m.
- R2: Ungskog över brösthöjd, men yngre än 20 år.
- G1: Gallringsskog över 20 år.
- G2: Gallringsskog som uppnått lägsta slutavverkningsålder.
- S1: Slutavverkningsbar skog som uppnått lägsta slutavverkningsålder.
- S2: Slutavverkningsmogen skog.
- S3: Äldre skog som inte bör slutavverkas av naturvårdsskäl.
- E1: Lågproducerande skog beroende på skada yngre än 10 år.
- E2: Lågproducerande skog beroende på skada äldre än 10 år.
- E3: Lågproducerande skog av hagmarkstyp.

### Areal
Beståndets areal i hektar bestäms genom arealmätning i samband med digitalisering av skogskartan.

### Målklass
Beståndets målklass beskriver beståndets naturvärden och målsättning med skötseln:
PG: produktionsskog där endast generella naturhänsyn skall tas.
PF: produktionsskog med förstärkta naturhänsyn.
NS: naturvård där skötsel krävs för att bevara och utveckla naturvärden.
NO: skog med höga naturvärden som skall lämnas orörd.

### Medeldiameter
Ett skogsbestånds medeldiameter (dgv), totalt eller trädslagsvis mäts med en klave eller talmeter. Normalt mäts diameter på medelstammen på en provyta.

### Medelhöjd
Beståndets medelhöjd (hgv), mäts i regel med hjälp av en höjdmätare, eller clinometer till exempel Suunto. Sådana höjdmätare fungerar enligt trigonometriska principer.

### Virkesvolym
Beståndets virkesvolym i m3sk (skogskubikmeter) bestäms vanligen genom subjektiv uppskattning med relaskop samt höjdmätning. I samband med rotpostförsäljning används i stället totalstämpling där varje träd diametermäts med en klave och höjd tas på provträd. Stämplig med diametermätning ger en större säkerhet än relaskopmätning, där en avvikelse på 10% gentemot den faktiska volymen tillåts.

### Åtgärdsförslag
I samband med skogsuppskattning ges även förslag på lämpliga skogsvårds- och avverkningsåtgärder. 